# Вест-Сейлем Тауншип (округ Мерсер, Пенсільванія)
Вест-Сейлем Тауншип (англ. West Salem Township) — селище (англ. township) в США, в окрузі Мерсер штату Пенсільванія. Населення — 3216 осіб (2020).

## Демографія
Згідно з переписом 2010 року, у селищі мешкало 3538 осіб у 1435 домогосподарствах у складі 934 родин. Було 1580 помешкань
Расовий склад населення:
| - 98,3 % — білих - 0,7 % — чорних або афроамериканців - 0,2 % — азіатів |

До двох чи більше рас належало 0,6 %. Частка іспаномовних становила 0,5 % від усіх жителів.
За віковим діапазоном населення розподілялося таким чином: 19,3 % — особи молодші 18 років, 52,5 % — особи у віці 18—64 років, 28,2 % — особи у віці 65 років та старші. Медіана віку мешканця становила 50,8 року. На 100 осіб жіночої статі у селищі припадало 92,2 чоловіків;  на 100 жінок у віці від 18 років та старших — 86,1 чоловіків також старших 18 років.
Середній дохід на одне домашнє господарство  становив 55 939 доларів США (медіана — 46 071), а середній дохід на одну сім'ю — 64 692 долари (медіана — 56 528). Медіана доходів становила 38 493 долари для чоловіків та 33 235 доларів для жінок. За межею бідності перебувало 4,3 % осіб, у тому числі 5,0 % дітей у віці до 18 років та 5,9 % осіб у віці 65 років та старших.
Цивільне працевлаштоване населення становило 1282 особи. Основні галузі зайнятості: освіта, охорона здоров'я та соціальна допомога — 19,7 %, виробництво — 15,7 %, роздрібна торгівля — 14,5 %.